# カリヌィーク (ヴィーンヌィツャ州)

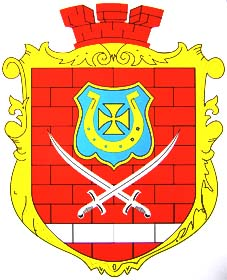
イヴァン・ボフーンの紋章をモチーフにしたカリヌィークの村章（20世紀）

カリヌィーク（ウクライナ語：Кальни́к；意訳：「花金鳳花」）は、ウクライナのヴィーンヌィツャ州イッリーンツィ地区にある村。カリヌィーチカ川とソーブ川の合流地に位置する。村名はキンポウゲ科の多年草であるラナンキュラスのウクライナ語名に由来する。面積は約3.090km²（2001年）。人口は約1,223人（2001年）。
15世紀に町として創建された。コサック国家カリヌィーク連隊の連隊庁所在地であった（1648年－1653年、1667年－1678年、1704年－1708年）。19世紀のロシア帝国時代に交通開発とインフラの整備が進まなかったため、衰退して村落となった。